# Tylococcus madagascariensis
Tylococcus madagascariensis är en insektsart som beskrevs av Robert Newstead 1897. Tylococcus madagascariensis ingår i släktet Tylococcus och familjen ullsköldlöss.
Artens utbredningsområde är Madagaskar. Inga underarter finns listade i Catalogue of Life.